# Terence Davis
Terence B. Davis II (ur. 16 maja 1997) – amerykański koszykarz, występujący na pozycji rzucającego obrońcy.
W 2019 reprezentował Toronto Raptors i Denver Nuggets podczas rozgrywek letniej ligi NBA w Las Vegas.
25 marca 2021 trafił w wyniku wymiany do Sacramento Kings.

## Osiągnięcia
Stan na 26 października 2023, na podstawie, o ile nie zaznaczono inaczej.
NCAA
- Uczestnik rozgrywek turnieju NCAA (2019)
- Zaliczony do:
  - I składu turnieju Portsmouth Invitational Tournament (2019)
  - II składu konferencji Southeastern (SEC – 2019)
  - składu SEC Community Service (2018, 2019)
- Zawodnik tygodnia SEC (23.01.2017, 14.01.2019)

NBA
- Zaliczony do II składu debiutantów NBA (2020)[4]